# (38786) 2000 RG45
2000 RG45 (asteroide 38786) é um asteroide da cintura principal. Possui uma excentricidade de 0.11386060 e uma inclinação de 6.97285º.
Este asteroide foi descoberto no dia 3 de setembro de 2000 por LINEAR em Socorro.